# Calotte

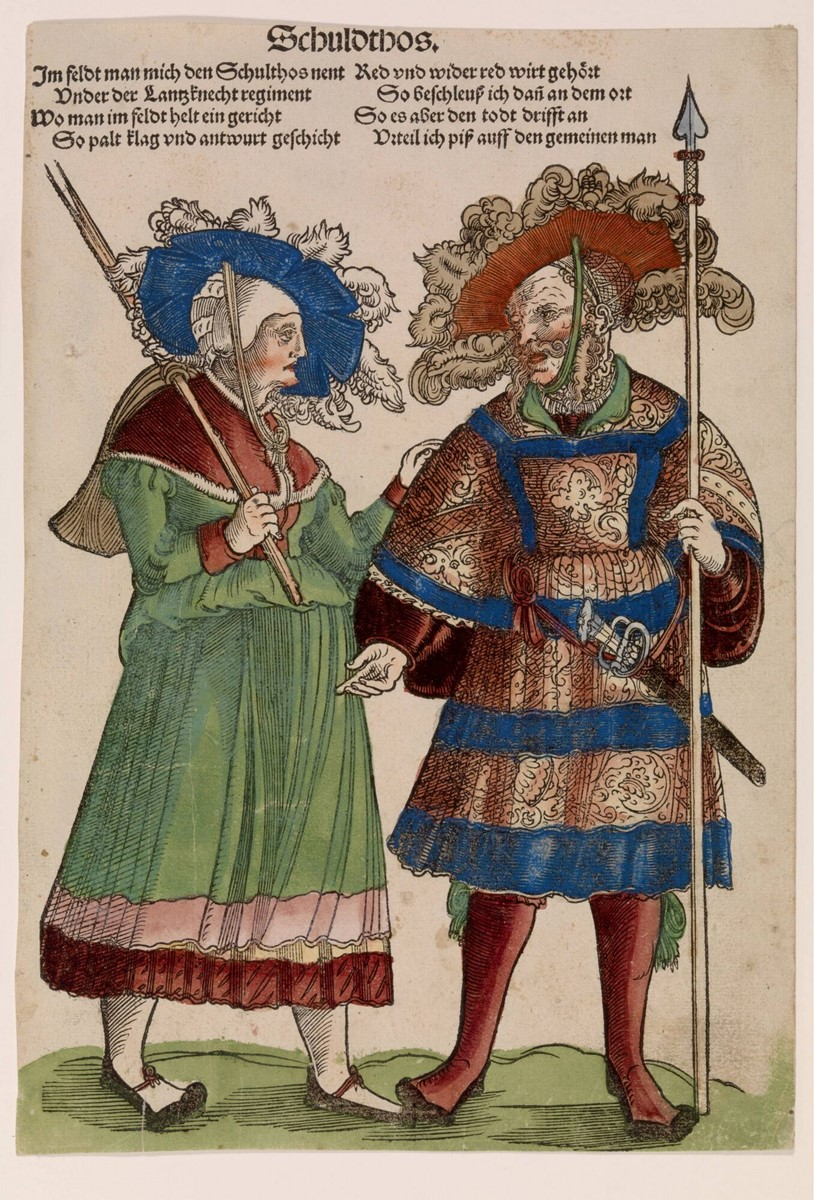
Eine Frau und ein Mann, jeweils mit Kalotte unter dem Barett, 1530, Holzschnitt von Niklas Stör

Die Calotte oder Kalotte (frz. calotte ‚Käppchen‘) bezeichnet halbkugelförmige Kopfbedeckungen verschiedener Ausformungen seit dem 13. Jahrhundert.
Die Kalotte als mittelalterliche Kopfbedeckung des Mannes unter dem Helm geht auf die griechische Filzkappe Pileus zurück. Sie kam Ende des 15. Jahrhunderts als sogenannte Haarhaube (Unterkappe) zusammen mit dem Barett auf, um dem oft wie ein flacher Teller auf der einen Seite des Kopfes sitzenden Barett eine Befestigung zu ermöglichen. Seit etwa 1550 kam sie wieder aus der Mode. Landsknechte trugen die Kalotte aus Leder, wohlhabende Frauen trugen sie, einem Haarnetz ähnlich, als Haube aus Seide oder Samt, verziert mit Perlen und mit Goldfäden netzförmig bestickt. Goldene und silberne Kalotten sollten nach der Reichsordnung von 1530 nur Fürsten und dem Adel zustehen.
Im 17. und 18. Jahrhundert bezeichnete Kalotte auch die Hauskappe der Männer. Der Begriff ging auch auf den Pileolus über, das Scheitelkäppchen katholischer Geistlicher, das seit dem Mittelalter Verbreitung fand.

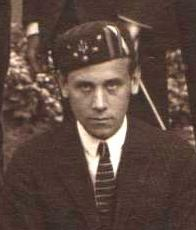
Calotte als belgische Studentenmütze (ca. 1920)

Seit Ende des 19. Jahrhunderts gibt es in Belgien eine Studentenmütze namens Calotte oder Toque, die von Studenten katholischer Universitäten (und Hochschulen) getragen wird.
Als Kalotten bezeichnet man auch die kugelausschnittförmige Vorstülpung bei Kalottenlautsprechern.